# أندريه شيلبي
أندريه شيلبي (بالإنجليزية: Andre Shelby) هو عسكري أمريكي، ولد في 8 ديسمبر 1966 في جيفرسونفيلي في الولايات المتحدة.